# Двали, Дмитрий Юрьевич
Дмитрий Юрьевич Двали (род. 8 сентября 2000, Пугачёв, Саратовская область, Россия) — российский боксёр-любитель, выступающий в наилегчайшей и в легчайшей весовых категориях. Выступает за сборную России по боксу, мастер спорта России международного класса (2022), бронзовый призёр чемпионата мира (2023), чемпион Европы (2024), чемпион мира среди военнослужащих (2021), чемпион России (2022), чемпион России среди молодёжи до 22 лет (2021), победитель командного Кубка России (2022), многократный победитель и призёр международных и национальных турниров в любителях.

## Биография
Дмитрий Двали родился 8 сентября 2000 года в городе Пугачёве, в Саратовской области России.
Выступает за клуб ЦСКА, служит в спортивной роте, воинское звание — прапорщик.

### Любительская карьера
В августе 2017 года, в Славянске-на-Кубани стал победителем 8-й летней Спартакиады учащихся (юношей) России в весе до 49 кг, в финале по очкам (5:0) победив Виктора Кулдошина из Москвы.
В мае 2021 года, в Серпухове стал чемпионом России среди молодёжи (19—22 лет) в категории до 52 кг, где он в 1/8 по очкам победил Игоря Щеблыкина, затем в четвертьфинале по очкам победил Никиту Устинова, в полуфинале по очкам победил Аскера Тамбиева, и в финале по очкам победил Евгения Мартынова.
В конце сентября 2021 года стал чемпионом на 58-м чемпионате мира среди военнослужащих в Москве (Россия) проведённого под эгидой Международного совета военного спорта, в финале — в очень конкурентном бою раздельным решением судей (3:2) спорно (после протеста и пересмотра результата судьями) победив казахстанского боксёра Дамира Абдикадира.
В конце июля 2022 года в составе сборной команды ЦФО стал победителем командного Кубка России по боксу прошедшем в Серпухове, в финале единогласным решением судей победив Кирилла Локоткова из УФО.
В октябре 2022 года в стал чемпионом России в Чите, в весе до 54 кг, в финале победив Максима Кузнецова.
В феврале 2023 года стал победителем международного турнира на призы короля Марокко Мухаммеда VI в Марракеше (Марокко), где он в полуфинале по очкам единогласным решением судей (5:0) победил опытного иорданского боксёра Заид аль Битара, а в финале по очкам единогласным решением судей (5:0) победил марокканца Имада Азуи.
В январе 2024 года — победитель розыгрыша Кубка России.

### Инцидент в Феодосии
28 июля 2024 года в 6:30 утра в Феодосии в Крыму, где Дмитрий Двали должен был провести мастер-класс для молодых боксёров, он, по одной из версий, вместе с младшим братом-боксёром Юрием и катменом Евгением при возвращении в гостиницу после утренней пробежки по набережной заступились за мальчика-подростка, на которого напали несколько взрослых мужчин. В драке против толпы боксёру повредили нос и орбитальную кость, выбили глаз. По другой версии, Двали, в состоянии алкогольного опьянения, принял участие в массовой драке, в ходе которой нанес травмы двум ее участникам, а также ударил девушку, после чего был обезврежен очевидцами.  Боксёра госпитализировали и отправили в Московский НИИ глазных болезней имени Краснова для проведения экстренной операции: несмотря на нанесённые повреждения, врачи спасли глаз.
4 августа Следственный комитет России сообщил, что Александр Бастрыкин поручил местным органам ведомства первоначально заведённое уголовное дело о хулиганстве (ст. 213 УК РФ) переквалифицировать на статью «покушение на убийство». Также Бастрыкин наградил Двали ведомственной медалью Следственного комитета «Доблесть и отвага».

## Спортивные результаты

### В любителях
- Чемпионат мира по боксу 2023 года — ;
- Чемпионат мира по боксу среди военнослужащих 2021 года — ;
- Чемпионат России по боксу 2022 года — ;
- Чемпионат России среди молодежи до 22 лет 2021 года — .